# セイブド!
『セイブド!』（原題: Saved!）は、2004年に製作されたアメリカ合衆国の映画。日本では劇場未公開。

## キャスト
- メアリー：ジェナ・マローン
- ヒラリー・フェイ：マンディ・ムーア
- ローランド：マコーレー・カルキン
- パトリック：パトリック・フュジット
- カサンドラ：エヴァ・アムリ
- ディーン：チャド・ファウスト
- ティア：ヘザー・マタラッツォ
- ベロニカ：エリザベス・タイ
- 校長：マーティン・ドノヴァン
- リリアン：メアリー＝ルイーズ・パーカー
- ミッチ：ケット・タートン
- トゥルーディー：ドナ・ホワイト
- アーロン・ダグラス
- ニッキ・クライン
- ヴァレリー・バーティネリ